# Sadovik, Pernik
Sadovik (în bulgară Садовик) este un sat în comuna Breznik, regiunea Pernik,  Bulgaria. 

## Demografie
Componența etnică a satului Sadovik
     Bulgari (99,13%)
     Nicio identificare (0,86%)
     Altele (0%)
La recensământul din 2011, populația satului Sadovik era de 116 locuitori. Din punct de vedere etnic, majoritatea locuitorilor (99,13%) erau bulgari. Pentru 0,86% din locuitori nu este cunoscută apartenența etnică.